# 夢舞台ニュータウン
夢舞台ニュータウン（ゆめぶたいニュータウン）は、兵庫県、淡路市が兵庫県淡路市北東部に計画・建設中のニュータウン。国営明石海峡公園、淡路夢舞台、夢舞台サスティナブルパークで構成される。

## 主な施設

### 淡路夢舞台
- 兵庫県立淡路夢舞台国際会議場
- ウェスティンホテル淡路 リゾート&コンファレンス
- レストラン&ショップ（展望テラス、楕円フォーラム、円形フォーラム）
- 兵庫県立淡路夢舞台温室あわじグリーン館
- 百段苑 - 海を望む一枚の斜面地に百区画の花壇と立体迷路状の階段で構成される。イタリア式庭園の幾何学的な部分を洗練した一つの到達した形ある。花壇には世界のキク科植物が植栽されている。
- 花木林苑
- 淡路夢舞台プロムナードガーデン
- 貝の浜
- 千の噴水
- 野外劇場（固定席2000席＋芝生席1000席）
- 小劇場150席

### 夢舞台サスティナブルパーク
夢舞台サスティナブルパークは、淡路花博跡地に、淡路市が進める職住一体のコンパクトシティーである。
- 医療機関

聖隷淡路病院
- 商業施設

ファミリーマート
新生薬局
- 進出企業

プライミクス
イレブンインターナショナル
オリエンタル製靴
大谷鉄工所

## 淡路島国際公園都市
淡路島国際公園都市（あわじしまこくさいこうえんとし）は、上記の区域に兵庫県立淡路島公園、あわじ交流の翼港などを加えたエリアを指す公園都市である。

### 淡路島国際公園都市内の主要施設
- 兵庫県立淡路島公園
  - 淡路ハイウェイオアシス
  - ニジゲンノモリ
- あわじ交流の翼港
- 兵庫県立あわじ花さじき

## 交通

### 路線バス
- 淡路市生活観光バス路線（あわ神あわ姫バス）
- 岩屋コミバス

### 高速バス
- 西日本ジェイアールバス・本四海峡バス大磯号 -　新神戸駅・三宮・舞子より

### 港湾
- あわじ交流の翼港

### 主な一般道路
- 国道28号線

淡路島を南北に縦断する淡路島の大動脈。夢舞台ニュータウンと並行に走っている。

### 高速道路
- 神戸淡路鳴門自動車道
  - 淡路インターチェンジ
  - 東浦インターチェンジ